# George Turner (pittore)
George Turner (Cromford, 1º aprile 1841 – Idridgehay, 29 marzo 1910) è stato un pittore inglese famoso per i suoi paesaggi, noto anche come il John Constable del Derbyshire.
Turner nacque a Cromford, nel Derbyshire, in Inghilterra, ma ben presto si trasferì a Derby con la sua famiglia. Mostrò un precoce talento per la musica e l'arte – incoraggiato anche dal padre Thomas Turner che, benché fosse un sarto di professione, era un grande appassionato d'arte. Turner fu in gran parte un autodidatta che col tempo arrivò ad essere un pittore professionista e un insegnante di arte.

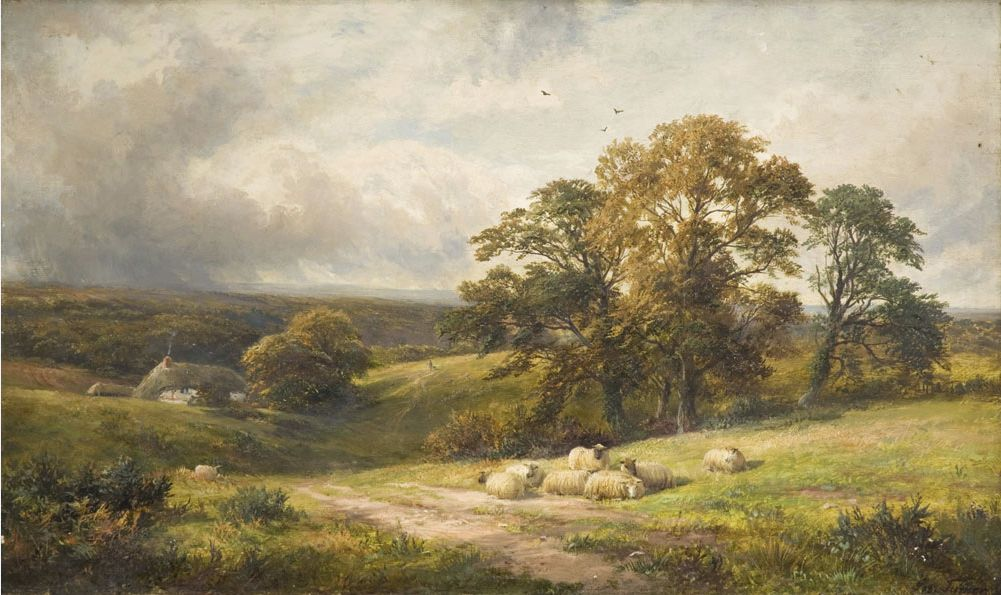
Una scena tranquilla nel Derbyshire (1885)

Turner visse nel Derbyshire tutta la vita. Nel 1865 si sposò con Eliza Lakin (1837-1900) con cui ebbe quattro figli: si mise a fare l'agricoltore a tempo parziale nella fattoria "La Noce" a Barrow upon Trent. Dopo la morte di Eliza nel 1900 si trasferì a Kirk Ireton dove si sposò con una sua collega nell'arte, Kate Stevens Smith (1871-1964) e con lei mise su casa a Idridgehay, dove morì nel 1910. Suo figlio William Lakin Turner (1867-1929) è divenuto poi un pittore di paesaggi ad olio di buona fama..
Turner dipinse ad olio scene bucoliche soprattutto del suo nativo Derbyshire, lasciando un'importante eredità di centinaia di immagini raffiguranti la campagna inglese prima dell'arrivo della meccanizzazione, dell'automobile e dell'espansione urbana. Il suo lavoro è stato esposto a Nottingham e Birmingham. Turner fece parte atto parte del Comitato Artistico del Derby Museum and Art Gallery ed i diointi sia suoi che di suo figlio sono inclusi nella collezione della città.